# 維斯普雷姆州
維斯普雷姆州（匈牙利語：Veszprém，匈牙利語發音：[ˈvɛspreːm]）是匈牙利西部的一個州。面積4,464平方公里，人口346,647（2015年）。首府維斯普雷姆。

## 行政区划

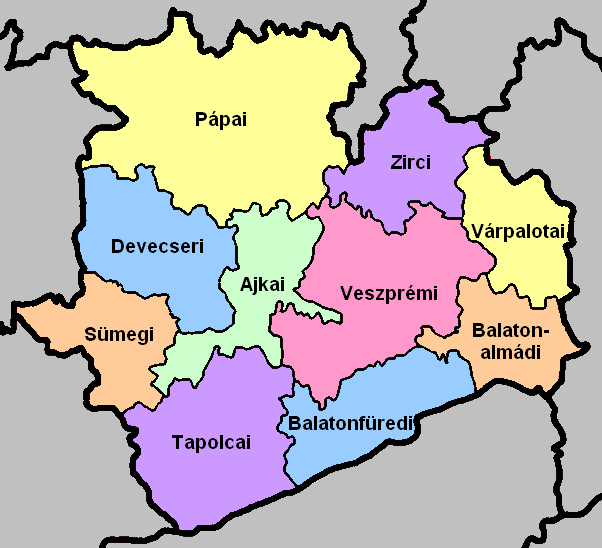
維斯普雷姆州的区份

### 区份
- 奧伊考區
- 巴拉頓奧爾馬迪區
- 巴拉頓菲賴德區
- 代韦切尔区
- 帕波区
- 许迈格区
- 陶波尔曹区
- 皇宫堡区
- 维斯普雷姆区
- 齊爾茨區

### 市镇
下設一个州级市、14个城镇、两个大村和200个村庄。
1. ↑  nepesseg.com, population data of Hungarian settlements
2. ↑  Regions and Cities > Regional Statistics > Regional Economy > Regional GDP per Capita, OECD.Stats. Accessed on 16 November 2018.